# Exocentrus conjugatofasciatus
Exocentrus conjugatofasciatus là một loài bọ cánh cứng trong họ Cerambycidae.